# جام ملت‌های آفریقا ۲۰۲۳
جام ملت‌های آفریقا ۲۰۲۳ (انگلیسی: 2023 Africa Cup of Nations) سی و چهارمین دوره جام ملت‌های آفریقا بود که در کشور ساحل عاج برگزار شد.
سنگال مدافع عنوان قهرمانی این دوره از رقابت‌ها بود، اما در مرحله یک‌هشتم نهایی توسط کشور میزبان ساحل عاج حذف شد. ساحل عاج با شکست ۲–۱ نیجریه در فینال برای سومین بار، قهرمان این مسابقات شد.

## انتخاب میزبان
کشورهای خواهان میزبانی
- مصر
- گینه
- زامبیا
- ساحل عاج
- اوگاندا
- سودان

رای‌گیری نهایی در سپتامبر ۲۰۱۴ برگزار شد و ساحل عاج میزبان این دوره اعلام شد.